# لوکوترین سی۴
لوکوترین سی۴ (به انگلیسی: Leukotriene C4) با فرمول شیمیایی C۳۰H۴۷N۳O۹S یک لوکوترین است. که جرم مولی آن ۶۲۵٫۷۷۵ g/mol می‌باشد. 
لکوترین‌ها یکی از انواع ایکوزانوئید است که به عنوان واسطه التهاب در واکنشهای التهابی آزاد می‌شوند. لکوترین از اسید آراشیدونیک توسط آنزیم لیپواکسیژناز ساخته می‌شود و از نوتروفیل‌ها و ماست‌سل‌ها ترشح می‌شود.